# (29463) Benjaminpeirce
(29463) Benjaminpeirce est un astéroïde de la ceinture principale.

## Description
(29463) Benjaminpeirce est un astéroïde de la ceinture principale. Il fut découvert le 2 octobre 1997 à Prescott (Arizona) par Paul G. Comba. Il présente une orbite caractérisée par un demi-grand axe de 2,66 UA, une excentricité de 0,06 et une inclinaison de 14,6° par rapport à l'écliptique.

## Compléments